# Lycaena leela
Lycaena leela är en fjärilsart som beskrevs av De Nicéville 1884. Lycaena leela ingår i släktet Lycaena och familjen juvelvingar. Inga underarter finns listade i Catalogue of Life.